# 邱正雄
邱正雄（1942年2月19日—2025年7月22日），台灣花蓮縣人，台灣金融業界知名人士。曾任中華民國中央銀行副總裁、中華民國財政部長、安泰商業銀行榮譽董事長、行政院副院長、永豐銀行董事長，並擔任國立台灣大學經濟學系與財務金融學系的兼任教授。

## 早年生活
1942年，邱正雄出生於日治時期台灣的花蓮港廳，之後因父親工作調動，舉家遷往宜蘭居住，1955年，邱正雄考入台灣省立宜蘭中學初中部一年級就讀，1956年家裡搬回花蓮，遂以高分轉入台灣省立花蓮中學初中部二年級，因成績優異直升高中部，並於1960年以優異成績畢業於省立花中。1964年，邱正雄於國立台灣大學經濟學系取得學士學位，後來在台灣大學經濟學研究所就讀。1973年，他於美國俄亥俄州立大學取得經濟學碩士，並於1978年在俄亥俄州立大學取得經濟學博士學位。在此期間 ，他受聘為台大經濟系的副教授，並於1975年開始進入中央銀行任職，歷任央行業務局副局長、外匯局副局長、業務局局長；1988年，邱正雄在央行擔任業務局長時，被華南商銀聘為總經理，而後又升任為央行副總裁兼經濟研究處處長，1990年後成為央行的專職副總裁。

## 財政部長
1996年6月，李登輝就任首屆民選總統還不到一個月時，時任央行副總裁的邱正雄被任命為連戰內閣的財政部長；一年後，亞洲金融危機爆發，台灣也同時爆發本土型的金融風暴，但由於他的處置得當，而受李登輝先生盛譽為『全世界最具財金幹才的財政部長』之人。
1997年8月31日，連戰內閣由於治安惡化的因素總辭，由立委蕭萬長組閣，邱正雄獲得留任。

## 扁政府時期
2000年5月20日，民進黨籍的總統當選人陳水扁就職中華民國總統，同日，邱正雄隨著內閣總辭卸任財政部長；卸下公職後的邱正雄長期於國民黨和金融界服務，在民進黨執政這八年，他歷任過國民黨中常委、國民黨智庫執行長、大華證券董事長、國家政策研究基金會財政金融組召集人、執行長，以及安泰商銀的董事長、安泰在他手下創造破紀錄的虧損。

## 副閣揆
2008年3月，前中國國民黨主席馬英九當選中華民國總統；同年4月21日，候任行政院長劉兆玄公佈他為未來馬英九執政團隊內的行政院副院長，2008年5月20日就任。2009年9月10日，劉兆玄內閣因八八水災事件下台，邱正雄的副閣揆一職，由時任桃園縣長的朱立倫接任。

## 民間機構
- 曾任大華證券董事長。
- 曾任臺灣證券交易所董事。
- 2009年至2016年間曾擔任永豐銀行董事長。
- 曾任永豐金控顧問。
- 2017年6月，曾擔任永豐金控董事長，因其角色具有爭議性，故於兩週內請辭，成為臺灣有史以來，任期最短的金控公司董事長[2]。

## 荣誉

### 中华民国勋章奖章
- 二等景星勋章（2000年5月16日于台北总统府颁授[3]）
- 一等功绩奖章（行政院，2009年9月10日颁发[4]）
- 一等景星勋章（2009年9月15日于台北总统府颁授[5]）